# Don’t Tap the Glass
A Don’t Tap the Glass Tyler, the Creator amerikai rapper és producer kilencedik stúdióalbuma, amely 2025. július 21-én jelent meg a Columbia Records kiadón keresztül. Mindössze kilenc hónappal előző lemeze, a Chromakopia (2024) megjelenése után adták ki.z albumon közreműködött Baby Keem, Daisy World, Madison McFerrin és Pharrell Williams. 28 perces é 30 másodperces hosszúságával Tyler, the Creator legrövidebb lemeze.
Egyetlen kislemez se jelent meg az albumról kiadása előtt, három nappal a megjelenése előtt let bejelentve a Chromakopia: The World Tour közben. Tyler több számlistával és közreműködőkkel kapcsolatos hírt is tagadott a kiadás előtti napokban, július 20-án rendezett egy bemutatót Los Angelesben, 300 embernek.

## Számlista
Minden dal szerzője, producere és hangszerelője Tyler Okonma.
| Don’t Tap the Glass | Don’t Tap the Glass             | Don’t Tap the Glass | Don’t Tap the Glass | Don’t Tap the Glass | Don’t Tap the Glass | Don’t Tap the Glass | Don’t Tap the Glass | Don’t Tap the Glass | Don’t Tap the Glass |
|                     | Cím                             | Hossz               |                     |                     |                     |                     |                     |                     |                     |
| ------------------- | ------------------------------- | ------------------- | ------------------- | ------------------- | ------------------- | ------------------- | ------------------- | ------------------- | ------------------- |
| 1.                  | Big Poe                         | 3:02                |                     |                     |                     |                     |                     |                     |                     |
| 2.                  | Sugar on My Tongue              | 2:33                |                     |                     |                     |                     |                     |                     |                     |
| 3.                  | Sucka Free                      | 2:41                |                     |                     |                     |                     |                     |                     |                     |
| 4.                  | Mommanem                        | 1:15                |                     |                     |                     |                     |                     |                     |                     |
| 5.                  | Stop Playing With Me            | 2:13                |                     |                     |                     |                     |                     |                     |                     |
| 6.                  | Ring Ring Ring                  | 3:21                |                     |                     |                     |                     |                     |                     |                     |
| 7.                  | Don’t Tap That Glass / Tweakin’ | 3:42                |                     |                     |                     |                     |                     |                     |                     |
| 8.                  | Don’t You Worry Baby            | 2:58                |                     |                     |                     |                     |                     |                     |                     |
| 9.                  | I’ll Take Care of You           | 3:20                |                     |                     |                     |                     |                     |                     |                     |
| 10.                 | Tell Me What It Is              | 3:22                |                     |                     |                     |                     |                     |                     |                     |
| 28:30               |                                 |                     |                     |                     |                     |                     |                     |                     |                     |

Jelöletlen közreműködések
- Big Poe: Pharrell Williams.
- Don’t Tap That Glass / Tweakin’: Baby Keem.
- Don’t You Worry Baby: Madison McFerrin.

Hangminták
A Dazed információi alapján:
- Big Poe: Pass the Courvoisier, Part II, szerezte: Chad Hugo, Jermaine Denny, Trevor Smith, Pharrell Williams, előadta: Busta Rhymes, P. Diddy és Pharrell közreműködésével; Roked, szerezte: Shye Ben Tzur, előadta: Jonny Greenwood, The Rajasthan Express és Shye Ben Tzur.
- Ring Ring Ring: Off the Wall, szerezte: Rod Temperton, előadta: Michael Jackson.
- I’ll Take Care of You: Cherry Bomb, szerezte és előadta: Tyler, the Creator; Knuck If You Buckszerezte: Brittany Carpentero, Chris Henderson, Jarques Usher, Jonathan Lewis és Venetia Lewis, előadta: Crime Mob.